# Eurysthaea
Eurysthaea – rodzaj muchówek z rodziny rączycowatych (Tachinidae).

## Wybrane gatunki
- E. cinctella Mesnil, 1953[2]
- E. leveriana Baranov, 1934[2]
- E. scutellaris (Robineau-Desvoidy, 1849)[1]